# Wouter Schouten
Wouter Schouten (Haarlem, 1638 — 1704) foi um médico de um navio holandês e um empregado da Companhia das Índias Orientais Holandesas (VOC). Após o término do seu serviço, escreveu um livro sobre as suas viagens. Seu nome também foi grafado Walter, Walter, Gautier Schouten e Walter Schulze.
Em 1658 assinou um contrato de três anos com a VOC e viajou como cirurgião assistente no navio Nieuwpoort de Texel para Batávia.
Em 1661, em Batávia, ele renovou o seu contrato por mais três anos e foi promovido cirurgião-chefe. Participando em combates nas Molucas e Ceilão. Em dezembro de 1664, voltou para a Holanda por causa da guerra com a Inglaterra, mas apenas chegou lá em Outubro de 1665.
Estabeleceu-se então em sua cidade natal de Haarlem, onde abre um negócio de barbeiro, (na época os barbeiros também eram cirurgiões). Lá, também formou outros cirurgiões e em 1692 ficou a ser inspector da guilda dos cirurgiões de Haarlem. Foi um defensor declarado da separação da medicina e cirurgia. Esta Última devendo ocupar-se sobretudo das feridas, fracturas e tumores.
As memórias de suas viagens, que descreveu no seu livro Die Reise nach Ostinden (Viagens às Índias Orientais) são publicadas em 1676 em Amesterdão. No mesmo ano, é publicada uma edição alemã. Em 1707 / 1708 sai uma versão revista e aumentada por Andries van Damme  sob o título de Reistogt en door naar Oost-India. Em 1740 e 1775 ainda outras versãos foram lançadas.

## Família
Wouter Schouten foi casado duas vezes. Sua primeira esposa foi Adriana van Masschel( † 8 de maio de 1679). A segunda Maria Wendel, com quem casou em 25 de Fevereiro de 1680.

## Obras
- Oost-Indische voyagie; vervattende veel voorname voorvallen en ongemeene oreemde geschiedenissen, bloedige zee- en landtgevechten tegen de Portugeesen en Makassaren .. (1676) (" Viagens às Índias Orientais ; relação dos maiores eventos e histórias acontecidos no mar, com sangrentas batalhas contra os portugueses de Macassar…digitalisat

Edição alemã de 1676:
- SCHULTZE, WALTER: Ost-Indische Reyse, worin erzehlt wird viel Gedenckwürdiges, und ungemeine seltzame Sachen, bluhtige See- und Feld-schlachten, wieder die Portugisen und Makasser, Belägerungen, Bestürmungen, und Eroberungen vieler fürnehmen Städte und Schlösser ; wie auch eine eigendliche Beschreibung der fürnehmsten ost-ind. Landschaften … ; zugleich eine ausführliche Erzehlung, was sich in der gefährlichen Zurückreise nach Holland, zwischen den ost-indischen Retour-Schiffen, und den Engelländern, im Jahr 1665 in der Stadt Bergen in Norwegen, wie auch in der Nord-See, merckenswürdiges zugetragen hat / alles beschrieben durch Walter Schultzen. Aus dem Niederländischen ins Hochteutsche übergesetzet durch J. D.
- Het gewonde Hooft, of korte verhandeling van de opper-hooftswonden en Bekkeneelsbreuken, van de Wonden des Aangesigts en van de Wonden des Hats (1694)
- Verhandeling der tegennatuurlijke Gezwellen (em 1727, após sua morte).